# Depot III von Hradiště
Das Depot III von Hradiště (auch Hortfund III von Hradiště) ist ein Depotfund der frühbronzezeitlichen Aunjetitzer Kultur aus Hradiště, einem Ortsteil von Písek im Jihočeský kraj, Tschechien. Es datiert in die Zeit zwischen 1800 und 1600 v. Chr. Das Depot befindet sich heute im Nationalmuseum in Prag.

## Fundgeschichte
Das Depot wurde 1891 erstmals erwähnt, die genauen Fundumstände sind unbekannt.
1984 und vor 1963 wurden in Hradiště noch zwei weitere Depotfunde (Depot I und Depot II) entdeckt, die allerdings aus der späten Bronzezeit stammen.

## Zusammensetzung
Das Depot besteht aus 25 bronzenen Spangenbarren. Die Enden sind bei den meisten Stücken hohl und bei einigen neuzeitlich abgebrochen. Die vollständig erhaltenen Exemplare haben Längen zwischen 275 mm und 295 mm. Zum Gewicht liegen keine Angaben vor.